# Seiko Matsuda Concert Tour 2009 "My Precious Songs"
『Seiko Matsuda Concert Tour 2009 "My Precious Songs"』（セイコ・マツダ・コンサート・ツアー・2009・マイ・プレシャス・ソングス）は、松田聖子のライブ・ビデオ。2009年11月18日発売。発売元はユニバーサルシグマ。

## 解説
同年6月～8月に行われたコンサート・ツアーから日本武道館公演の模様を収録したDVD。ユニバーサルミュージック移籍後、初のリリース。
初回限定盤と通常盤の2形態で発売。

## 収録曲
1. It's Style'95
2. I Want You So Bad!
3. Wanna Know How
4. Hot Thing
5. もし、もう一度戻れるなら
6. 悲しい秘密
7. 雨のコニー・アイランド
8. 雨のリゾート
9. マドラス・チェックの恋人
10. 赤いスイートピー
11. あなたに逢いたくて〜Missing You〜
12. わたしにできるすべてのこと
13. Believe in Love
14. 続・赤いスイートピー
15. 素敵にOnce Again
16. マイアミ午前5時
17. マンハッタンでブレックファスト
18. 青い珊瑚礁
19. 風は秋色
20. 渚のバルコニー
21. Rock'n Rouge
22. 夏の扉
23. Love is all
24. 20th Party
25. SQUALL
26. 涙がただこぼれるだけ